# Епархия Тандер-Бея
Епархия Тандер-Бея (лат. Dioecesis Sinus Tonitralis) — епархия Римско-Католической церкви с центром в городе Тандер-Бей, Канада. Епархия Тандер-Бея входит в архиепархию Торонто. Кафедральным собором епархии является Собор святого Патрика.

## История
29 апреля 1952 года Римский папа Пий XII издал буллу «Cotidiano prope», которой учредил епархию Форт-Уильяма, выделив её из архиепархии святого Бонифация и епархии Су-Сент-Мари.
29 февраля 1970 года епархия Форт-Уильяма была переименована в епархию Тандер-Бея.

## Ординарии епархии
- епископ Edward Quentin Jennings (14.05.1952 — 18.09.1969);
- епископ Norman Joseph Gallagher (16.-4.1970 — 28.12.1975);
- епископ John Aloysius O’Mara (24.05.1976 — 2.02.1994);
- епископ Frederick Bernard Henry (24.03.1995 — 19.01.1998);
- епископ Frederick Joseph Colli (2.02.1999 — по настоящее время).

## Источник
- Annuario Pontificio,  Libreria Editrice Vaticana, Città del Vaticano, 2003, стр. 958, ISBN 88-209-7422-3